# Граф Мура
Граф Мура — регулярний граф степеня {\displaystyle d} і діаметра {\displaystyle k}, число вершин якого дорівнює верхній межі
{\displaystyle 1+d\sum _{i=0}^{k-1}(d-1)^{i}.}
Еквівалентне визначення графа Мура — це граф діаметра {\displaystyle k} з обхватом {\displaystyle 2k+1}. Ще одне еквівалентне визначення графа Мура {\displaystyle G} — це граф із обхватом {\displaystyle g=2k+1}, що має рівно {\displaystyle {\frac {n}{g}}(m-n+1)} циклів довжини {\displaystyle g}, де {\displaystyle n}, {\displaystyle m} — число вершин і ребер графа {\displaystyle G}. Графи, фактично, екстремальні щодо числа циклів, довжина яких дорівнює обхвату графа.
Алан Гоффман і Роберт Сінглтон назвали граф ім'ям Едварда Мура, який поставив питання опису та класифікації таких графів.
Маючи максимально можливе число вершин для заданої комбінації степеня і діаметра, графи Мура мають мінімально можливе число вершин для регулярних графів із заданими степенем і обхватом. Таким чином, будь-який граф Мура є кліткою. Формулу для числа вершин графа Мура можна узагальнити для можливості визначення графів Мура з парним обхватом, і ці графи знову ж є клітками.

## Межі числа вершин за степенем і діаметром

Граф Петерсена як граф Мура. Будь-яке дерево пошуку в ширину має вершин у його i-ому рівні.

Нехай {\displaystyle G} — будь-який граф із найбільшим степенем {\displaystyle d} і діаметром {\displaystyle k}, тоді візьмемо дерево, утворене пошуком у ширину, з коренем у вершині {\displaystyle v}. Це дерево має 1 вершину рівня 0 (сама вершина {\displaystyle v}), і максимум {\displaystyle d} вершин рівня 1 (сусіди вершини {\displaystyle v}). На наступному рівні є максимум {\displaystyle d(d-1)} вершин — кожен сусід вершини {\displaystyle v} використовує одне ребро для з'єднання з вершиною {\displaystyle v}, так що має максимум {\displaystyle d-1} сусідів рівня 2. У загальному випадку подібні доводи показують, що на будь-якому рівні {\displaystyle 1\leq {i}\leq {k}} може бути не більше {\displaystyle d(d-1)^{i}} вершин. Таким чином, загальне число вершин може бути не більшим від
{\displaystyle 1+d\sum _{i=0}^{k-1}(d-1)^{i}.}
Гоффман і Сінглтон спочатку визначили граф Мура як граф, для якого ця межа числа вершин досягається. Таким чином, будь-який граф Мура має максимально можливе число вершин серед усіх графів, у яких степінь не перевершує {\displaystyle d}, а діаметр — {\displaystyle k}.
Пізніше Сінглтон показав, що графи Мура можна еквівалентно визначити як граф, що має діаметр {\displaystyle k} і обхват {\displaystyle 2k-1}. Ці дві вимоги комбінуються, з чого виводиться d-регулярність графа для деякого {\displaystyle d}.

## Графи Мура як клітки
Замість верхньої межі числа вершин у графі в термінах його найбільшого степеня і діаметра ми можемо використовувати нижню межу числа вершин у термінах найменшого степеня і обхвату. Припустимо, що граф {\displaystyle G} має найменший степінь {\displaystyle d} і обхват {\displaystyle 2k+1}. Виберемо довільну початкову вершину {\displaystyle v} і, як і раніше, уявимо дерево пошуку в ширину з коренем у {\displaystyle v}. Це дерево повинне мати одну вершину рівня 0 (сама вершина {\displaystyle v}) і щонайменше {\displaystyle d} вершин на рівні 1. На рівні 2 (для {\displaystyle k>1}), має бути щонайменше {\displaystyle d(d-1)} вершин, оскільки кожна вершина на рівні {\displaystyle l} має щонайменше ще {\displaystyle d-1} зв'язків, і ніякі дві вершини рівня 1 не можуть бути суміжними або мати спільні вершини рівня 2, оскільки утворився б цикл, коротший, ніж обхват. У загальному випадку схожі доводи показують, що на будь-якому рівні {\displaystyle 1\leq {i}\leq {k}} має бути принаймні {\displaystyle d(d-1)^{i}} вершин. Таким чином, загальне число вершин має бути не менше від
{\displaystyle 1+d\sum _{i=0}^{k-1}(d-1)^{i}.}
У графі Мура це число вершин досягається. Кожен граф Мура має обхват рівно {\displaystyle 2k+1} — він не має достатньо вершин, щоб мати більший обхват, а коротший цикл призвів би до нестачі вершин на перших {\displaystyle k} рівнях деяких дерев пошуку в ширину. Таким чином, будь-який граф Мура має мінімально можливе число вершин серед усіх графів з мінімальним степенем {\displaystyle d} і діаметром {\displaystyle k} — він є кліткою.
Для парного обхвату {\displaystyle 2k} можна утворити аналогічне дерево пошуку в ширину, починаючи зі середини одного ребра. Отримуємо межу мінімального числа вершин у графі цього обхвату з мінімальним степенем {\displaystyle d}
{\displaystyle 2\sum _{i=0}^{k-1}(d-1)^{i}=1+(d-1)^{k-1}+d\sum _{i=0}^{k-2}(d-1)^{i}.}
Таким чином, до графів Мура іноді відносять графи, на яких ця межа досягається. Знову ж, будь-який такий граф є кліткою.

## Приклад
Теорема Гоффмана — Сінглтона стверджує, що будь-який граф Мура з обхватом 5 повинен мати степінь 2, 3, 7 або 57. Графами Мура є:
- Повні графи {\displaystyle K_{n}} з N > 2 вершинами (діаметр 1, обхват 3, степінь n-1, порядок {\displaystyle n}).
- Непарний цикл {\displaystyle C_{2n+1}} (діаметр {\displaystyle n}, обхват {\displaystyle 2n+1}, степінь 2, порядок 2n+1).
- Граф Петерсена (діаметр 2, обхват 5, степінь 3, порядок 10).
- Граф Гоффмана-Сінглтона (діаметр 2, обхват 5, степінь 7, порядок 50).
- Гіпотетичний граф з діаметром 2, обхватом 5, степенем 57 і порядком 3250, нині невідомо, чи такий існує.

Хіґман показав, що, на відміну від інших графів Мура, невідомий граф не може бути вершинно-транзитивним. Мачай і Ширан пізніше показали, що порядок автоморфізмів такого графа не перевищує 375.
В узагальненому визначенні графів Мура, де дозволяється парний обхват, графи з парним обхватом відповідають графам інцидентності (можливо вироджених) узагальнених багатокутників. Кілька прикладів — парні цикли {\displaystyle C_{2n}}, повні двочасткові графи {\displaystyle K_{n,n}} з обхватом чотири, граф Хівуда зі степенем 3 і обхватом 6 і граф Татта — Коксетера зі степенем 3 і обхватом 8. Відомо, що всі графи Мура, крім перерахованих вище, повинні мати обхват 5, 6, 8 або 12. Випадок парного обхвату випливає з теореми Фейта — Хіґмана про можливі значення {\displaystyle n} для узагальнених n-кутників.